# The Street Profits

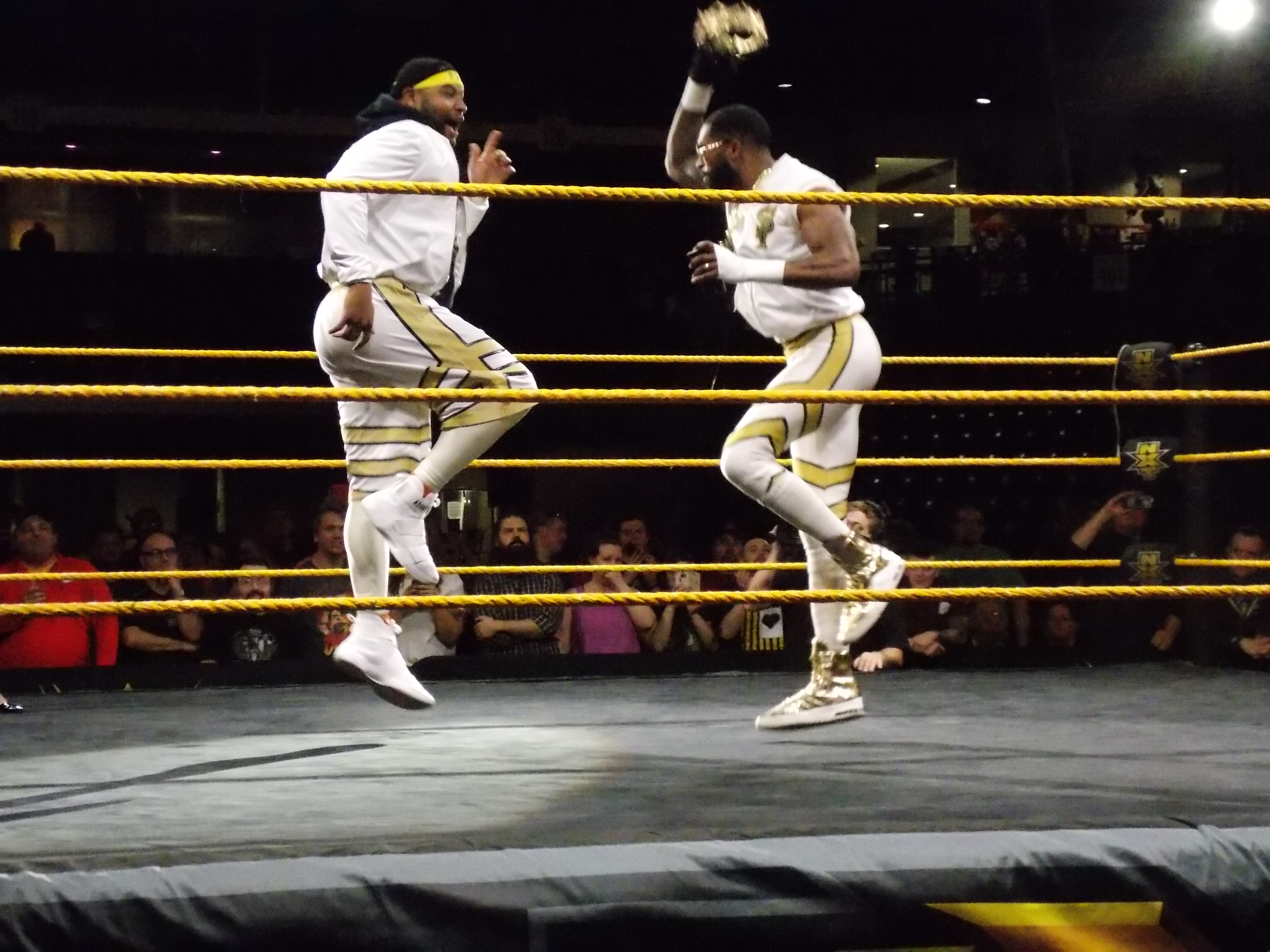
The Street Profits im Jahr 2019

The Street Profits ist ein Wrestlingstable, aktuell bestehend aus den Wrestlern Angelo Dawkins und Montez Ford der Wrestlingliga World Wrestling Entertainment. Derzeit treten The Street Profits bei der Wrestlingshow SmackDown auf. Ihr bislang größter Erfolg ist der Erhalt der Raw Tag Team Championship und SmackDown Tag Team Championship.

## NXT (2016–2019)
Am 16. März 2016 debütierte das Team. Das Debüt-Match verloren sie gegen The Hype Bros. Mojo Rawley und Zack Ryder. Kurz darauf traten sie nur noch für die Houseshows auf. Am 9. August 2017 traten sie wieder bei NXT auf und besiegten The Metro Brothers. Nach dem ersten Sieg gelang es dem Team noch zahlreiche Siege zu erkämpfen. Am 17. Januar 2018 verloren sie gegen The Authors of Pain Akam und Rezar. Bei diesem Match standen die NXT Tag Team Championship auf dem Spiel. 2019 nahmen sie am Dusty Rhodes Tag Team Classic teil, jedoch verloren sie in der ersten Runde gegen Moustache Mountain Tyler Bate und Trent Seven.
Am 1. Juni 2019 gewannen sie die NXT Tag Team Championship. Hierfür besiegten sie The Undisputed Era Bobby Fish & Kyle O’Reilly, The Forgotten Sons Wesley Blake & Steve Cutler sowie Oney Lorcan & Danny Burch, in einem Fatal Four Way Tag Team Ladder Match. Die Regentschaft hielt 75 Tage und sie verloren die Titel am 15. August 2019 an The Undisputed Era Bobby Fish & Kyle O’Reilly.

## Main Roster Debüt (seit 2019)
Am 21. Oktober 2019, nachdem sie offiziell durch den Draft dem Raw-Brand zugeteilt wurden, besiegten sie Luke Gallows und Karl Anderson in ihrem Debüt-Match. Am 9. Dezember 2019 forderten sie The Viking Raiders Erik und Ivar für die Raw Tag Team Championship heraus. Das Match konnten sie jedoch nicht gewinnen.
Am 2. März 2020 gewannen sie die Raw Tag Team Championship. Hierfür besiegten sie Seth Rollins und Murphy. Beim Draft wurden sie zu SmackDown gedraftet. Die Regentschaft hielt 224 Tage und sie tauschten am 12. Oktober 2020 die Titel mit The New Day Kofi Kingston und Xavier Woods. Sie erhielten hierfür die SmackDown Tag Team Championship. Die Regentschaft hielt 88 Tage und verloren die Titel, schlussendlich am 8. Januar 2021 an Robert Roode und Dolph Ziggler. Am 26. September 2021 bei Extreme Rules 2021 traten sie erneut um die Titel an, jedoch konnten sie The Usos nicht besiegen.
Am 4. Oktober 2021 wurden sie beim WWE Draft zu Raw gedraftet. Am 28. April 2023 wurden sie zu SmackDown gedraftet.

## Titel und Auszeichnungen
- World Wrestling Entertainment
  - 1× Raw Tag Team Championship
  - 1× SmackDown Tag Team Championship
  - 1× NXT Tag Team Championship
  - 2× WWE Slammy Award Tag Team of the Year und Breakout Star of the Year (2020)